# Biophytum chocoense
Biophytum chocoense är en harsyreväxtart som beskrevs av Paul Erich Otto Wilhelm Knuth. Biophytum chocoense ingår i släktet Biophytum och familjen harsyreväxter. Inga underarter finns listade i Catalogue of Life.